# Petroselinum crispum
El perejil (Petroselinum crispum)  es una planta herbácea de la familia Apiaceae nativa de la zona central de la región mediterránea e introducida y naturalizada en el resto de Europa y distribuida ampliamente por todo el mundo. Se cultiva generalmente como condimento.

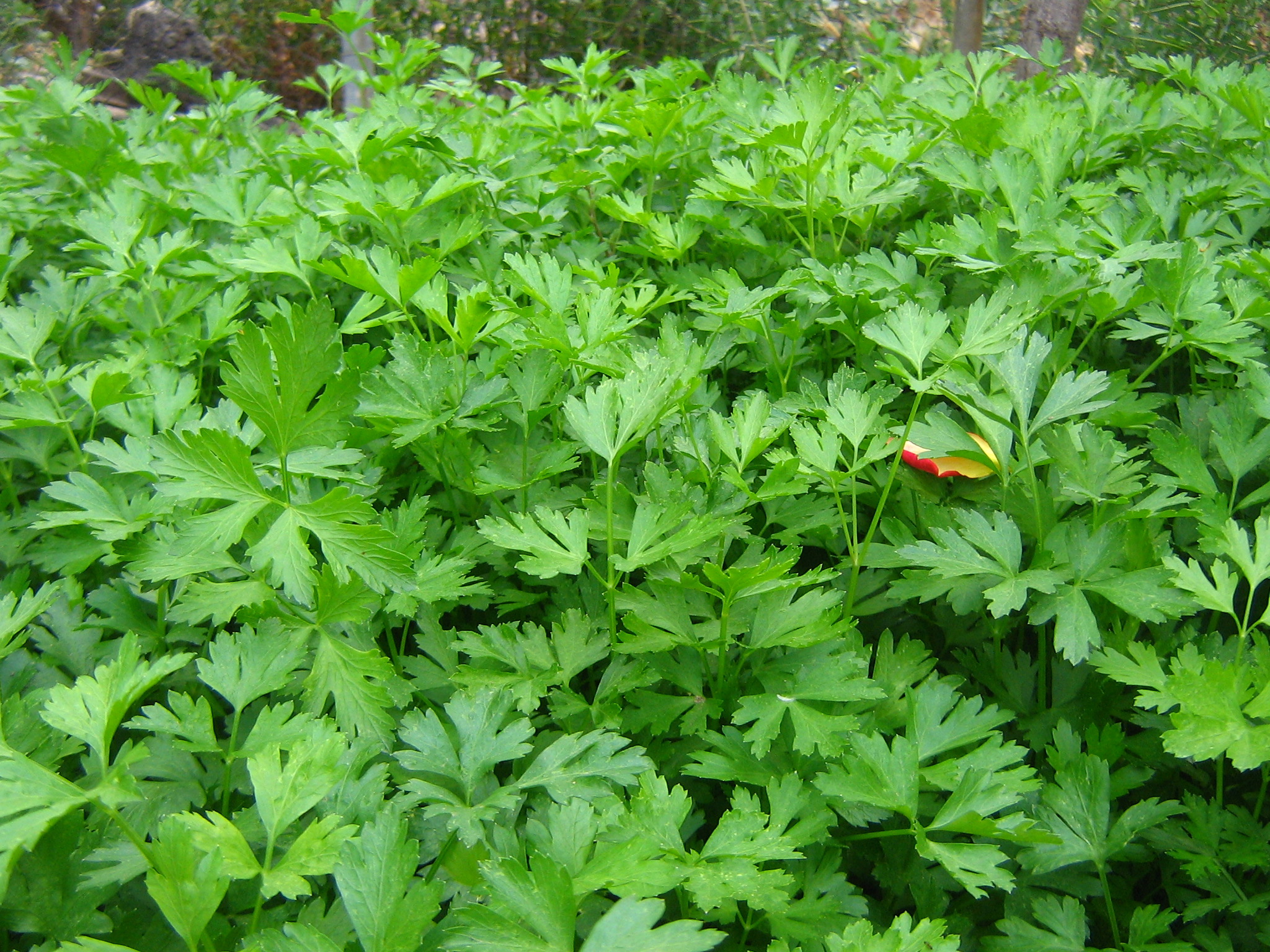
Detalle de las hojas.

## Descripción
Planta herbácea bienal, aunque puede cultivarse también como anual. Forma una roseta empenachada de hojas muy divididas, alcanza los 30 cm de altura y posee tallos floríferos que pueden llegar a rebasar los 120 cm con pequeñas flores verde amarillentas y negras.
Su cultivo se conoce desde hace más de tres mil años, siendo una de las plantas aromáticas más populares de la gastronomía mundial.
La variedad perejil grande Petroselinum sativum tuberosum, posee una raíz engrosada axonomorfa, parecida a la chirivía, que es la que se consume como hortaliza cruda o cocinada. Esta variedad tiene hojas más grandes y rugosas que las del perejil común y más similares a la especie silvestre.

## Distribución geográfica y hábitat
Se encuentra naturalizado en huertos, jardines y a veces en márgenes de caminos, muros, cultivos, etc. de toda Europa y en parte de Asia. También se encuentra aclimatado en zonas templadas de América.

## Historia
Oriunda del Mediterráneo central europeo, ya era utilizada por griegos y romanos como aromatizante de diferentes guisos.
Su uso medicinal se remonta a la antigüedad, como demuestra su presencia en Capitulare de villis vel curtis imperii, orden emitida por Carlomagno en la que decreta el cultivo en sus campos de una serie de hierbas y condimentos entre los que se encontraba "petrosilinum", identificada posteriormente como Petroselinum crispum.

## Valor nutricional
Las hojas de todos los tipos de perejil son ricas en vitaminas y minerales, siempre que se consuman en crudo -como en la ensalada tabule, típica de la cocina libanesa-, ya que la cocción elimina parte de sus componentes vitamínicos. El perejil fresco contiene altos niveles de  vitamina K, vitamina C y vitamina A.

## Uso gastronómico
Es ampliamente usado como una hierba aromática en cualquier tipo de comidas (al igual que la pimienta). Posee una gran afinidad con el ajo ya que equilibra el sabor que este suele dar al neutralizar su excesiva fuerza; en efecto, esta combinación es ampliamente conocida como ajillo (cuyos platos preparados son conocidos como al ajillo, caso de algunos pescados y mariscos).

## Uso medicinal
P. crispum incrementa la diuresis por inhibición de la bomba de  Na+/K+-AT. Pasa en el riñón, favoreciendo la excreción de  sodio y agua, sin embargo incrementando la reabsorción de potasio y su aumento. [cita requerida] También tiene efectos terapéuticos como emenagogo, es beneficioso para el riñón y el sistema digestivo en general, alivia las flatulencias y los retortijones. Históricamente se utilizó para combatir anemia, artritis y cáncer, así como expectorante, antimicrobiano, afrodisíaco, hipotensivo, laxante y como loción para estimular el crecimiento del cabello, sin embargo, ningún estudio científico ha demostrado estos efectos.

## Cultivo

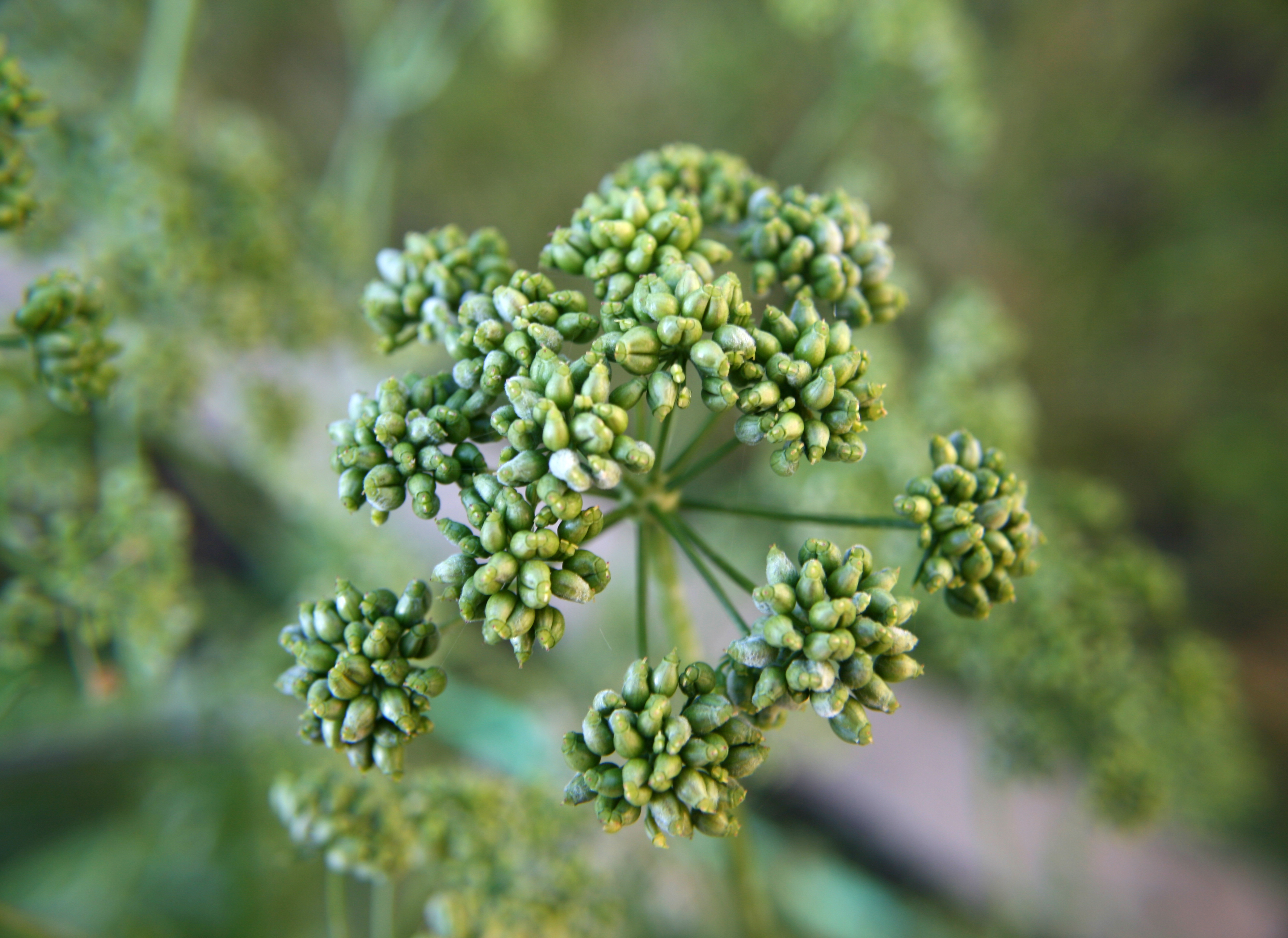
Semillas inmaduras.

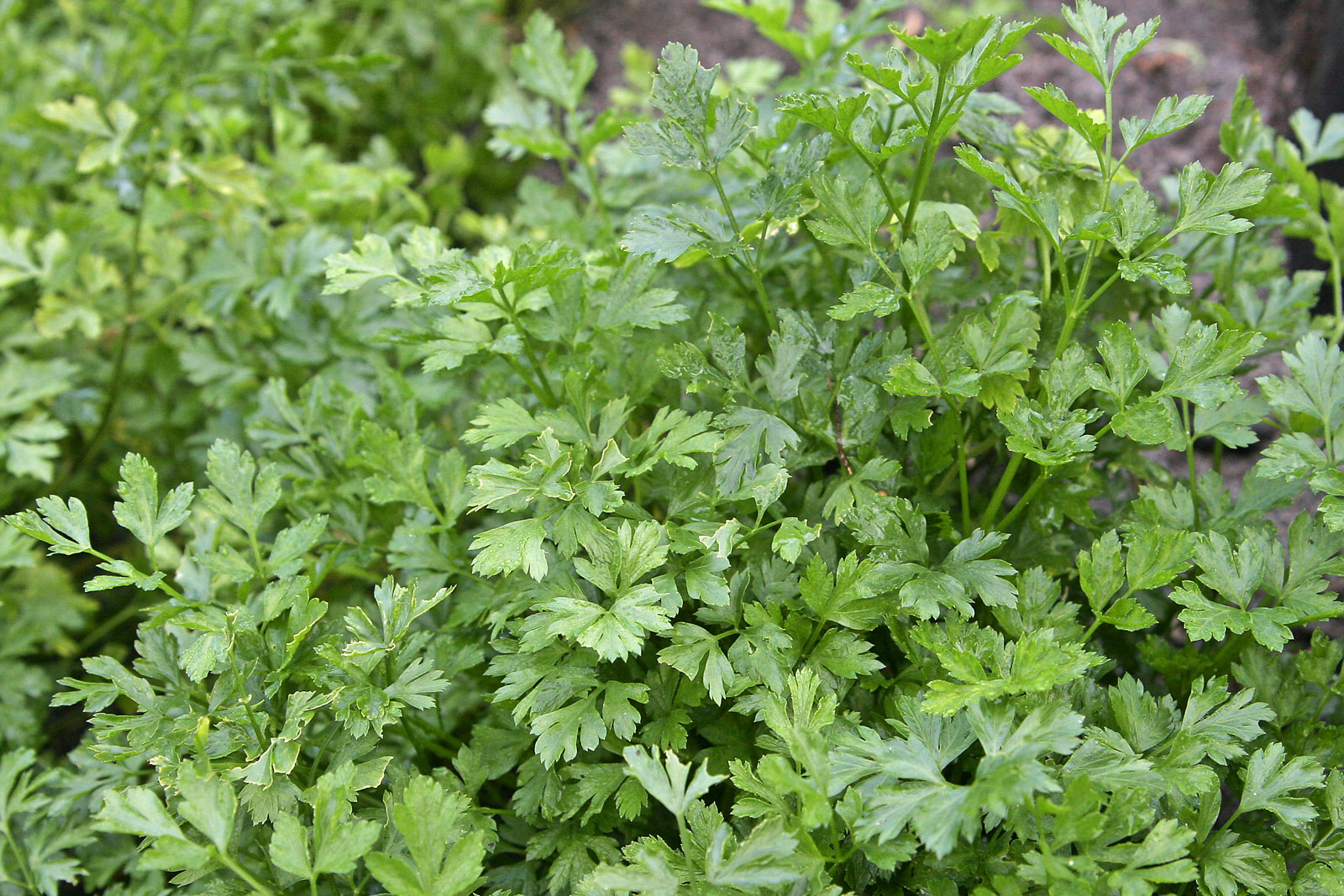
Petroselinum neapolitanum, variedad de hoja lisa.

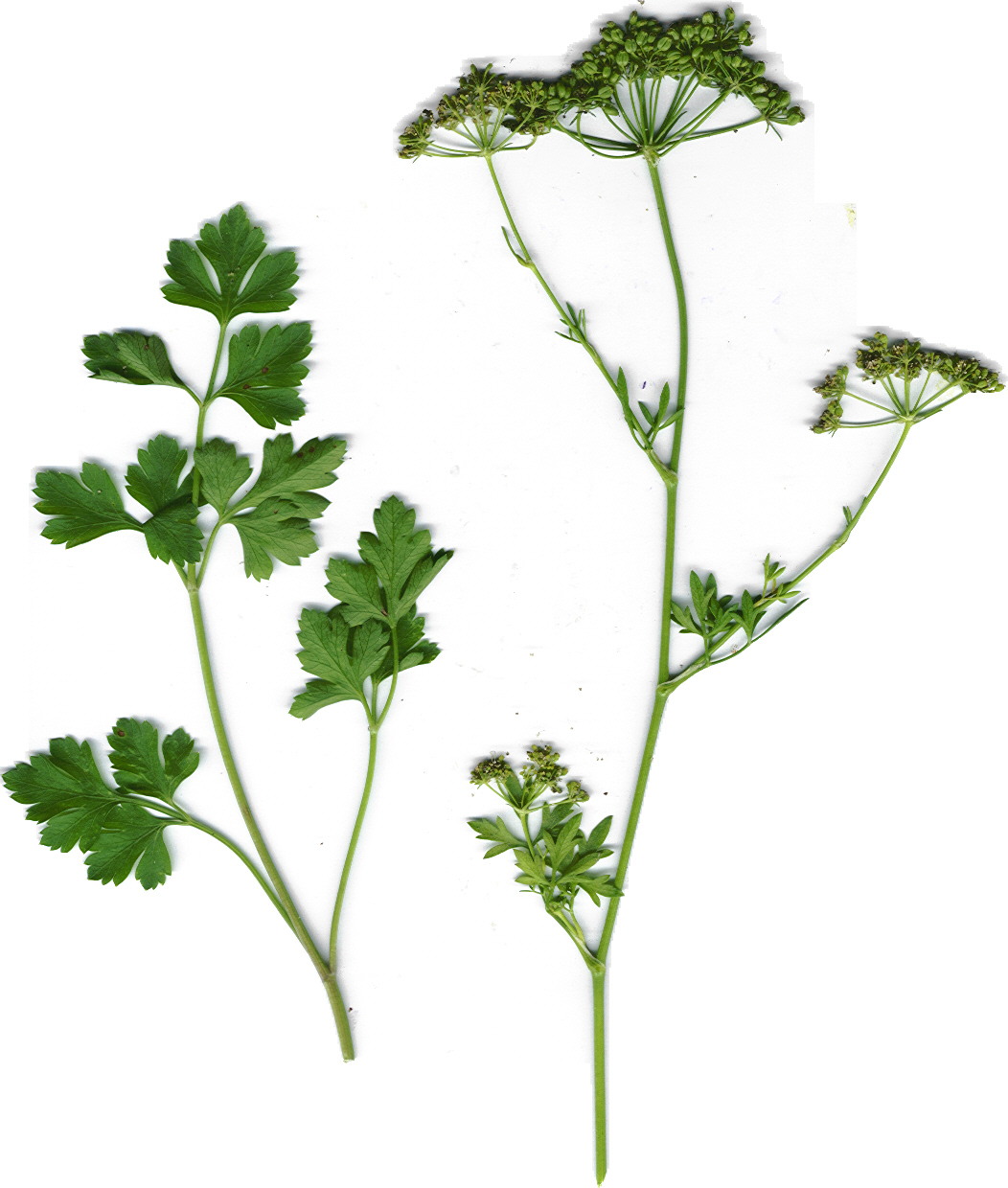
Vista de la planta.

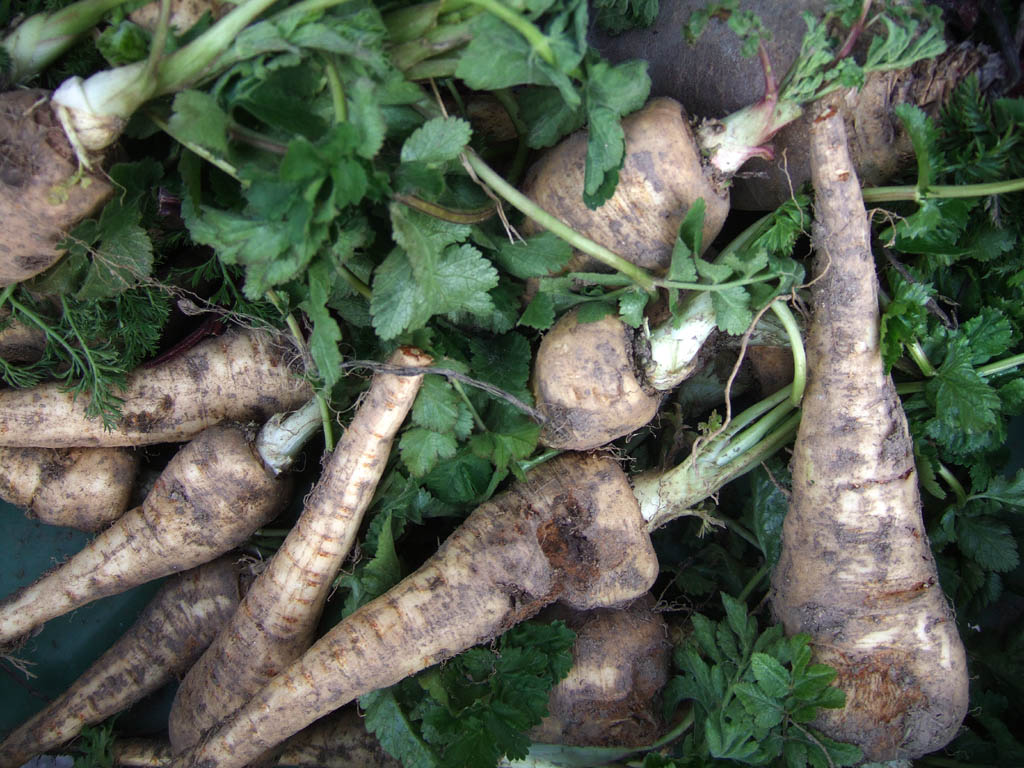
Raíz engrosada de la variedad Petroselinum sativum tuberosum.

Su reproducción se realiza por semillas, en un lugar soleado y en cualquier suelo que no sea demasiado compacto. 
Sin embargo, la germinación es bastante difícil de lograr. Es inconsistente y puede tardar de tres a seis semanas. Se especula que los compuestos químicos denominados furanocumarinas, presentes en la corteza exterior de la semilla o testa, pueden ser responsable de dicha demora en la germinación. Estos compuestos pueden inhibir la germinación de otras semillas, permitiéndole al perejil competir con las plantas vecinas. Sin embargo, la misma planta puede verse afectada por sus propias furanocumarinas. Dejar las semillas remojadas por una noche reduce el periodo de germinación.
Se puede cultivar en macetas o jardineras, para disponer de hojas frescas y tiernas como aderezo de los platos. Simplemente se cortan las necesarias y se riega después para estimular el crecimiento vegetativo.

## Cultivares

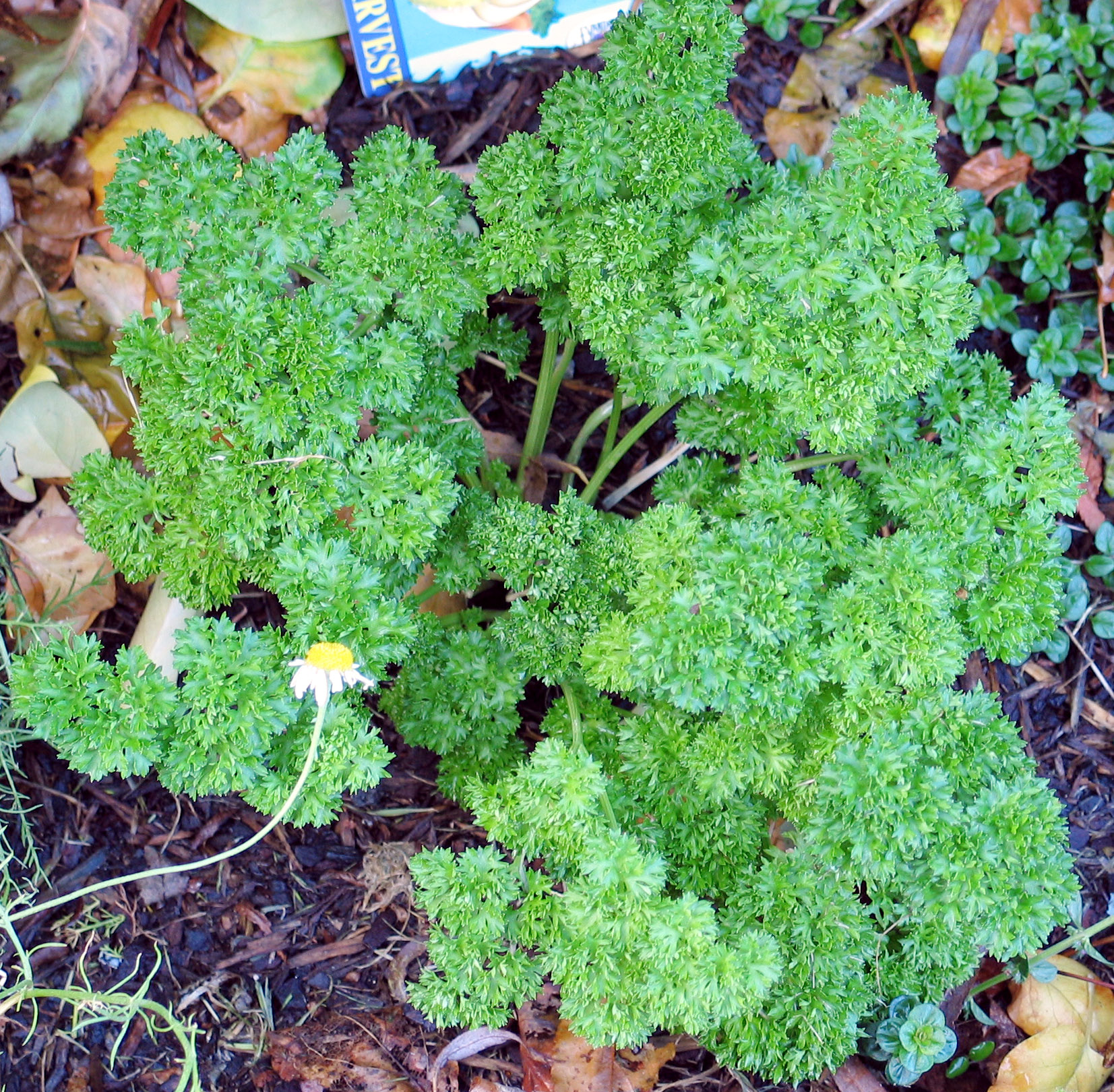
Perejil rizado.Planta vista desde arriba, Grupo Crispum.

En cultivo, el perejil se subdivide en varios grupos de cultivares, dependiendo de la forma de la planta, que está relacionada con su uso final. A menudo se las trata como variedades botánicas, pero son selecciones cultivadas, no de origen botánico natural.

### Perejil de hoja
Los dos grupos principales de perejil utilizados como hierbas son el francés o de hoja rizada (P. crispum Crispum Group; sin. P. crispum var. crispum); y el italiano  o de hoja plana (P. crispum Nepolitanum Group; sin. P. crispum var. neapolitanum).  Algunos jardineros prefieren el perejil de hoja plana porque es más fácil de cultivar, es más tolerante tanto a la lluvia como al sol, y se dice que tienen un sabor más fuerte aunque esto está en discusión, mientras que otros prefieren el perejil de hoja rizada debido a su apariencia más decorativa como guarnición. Un tercer tipo, que a veces se cultiva en el sur de Italia, tiene tallos de hojas gruesas que se asemejan al apio.

### Perejil de raíz

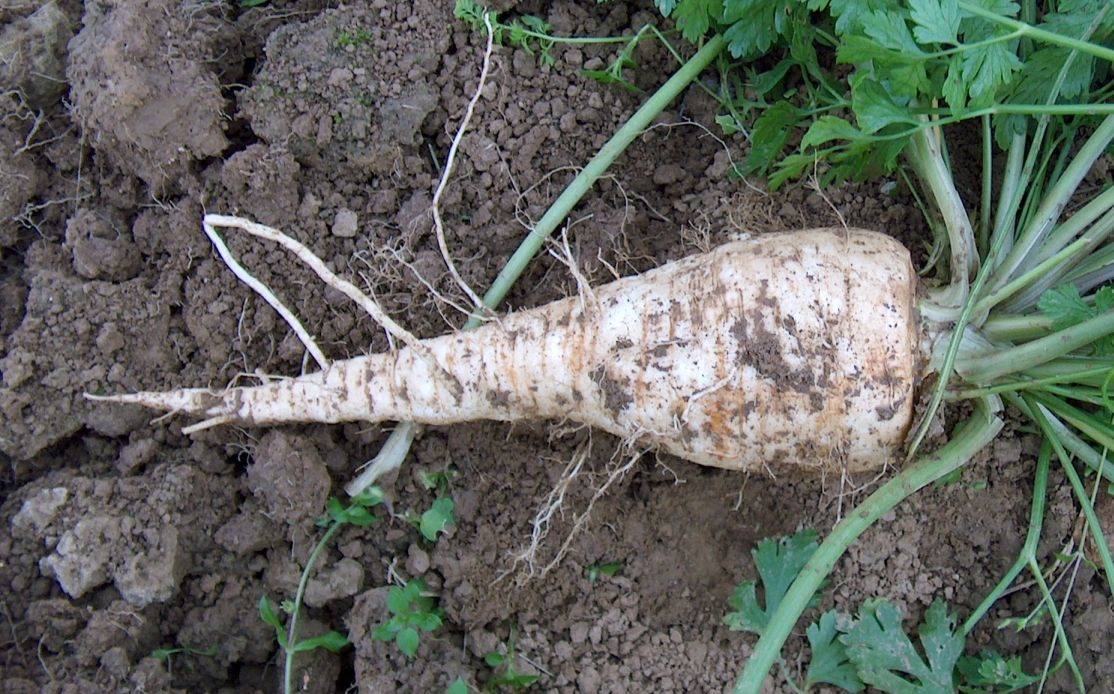
Raíz espesa de perejil de raíz, grupo Radicosum.

Otro tipo de perejil se cultiva como tubérculo, el perejil de raíz de Hamburgo (P. crispum Radicosum Group, sin. P. crispum var. tuberosum). Este tipo de perejil produce raíces mucho más gruesas que los tipos cultivados por sus hojas.Este perejil de raíz es común solamente en la cocina de Europa central y oriental, donde se usa en sopas y guisos, o simplemente se come crudo, como refrigerio (similar a las zanahorias).
Aunque el perejil de  raízse parece a la chirivía (Pastinaca sativa), que se encuentra entre sus parientes más cercanos de la familia Apiaceae, su sabor es bastante diferente..

## Conservación

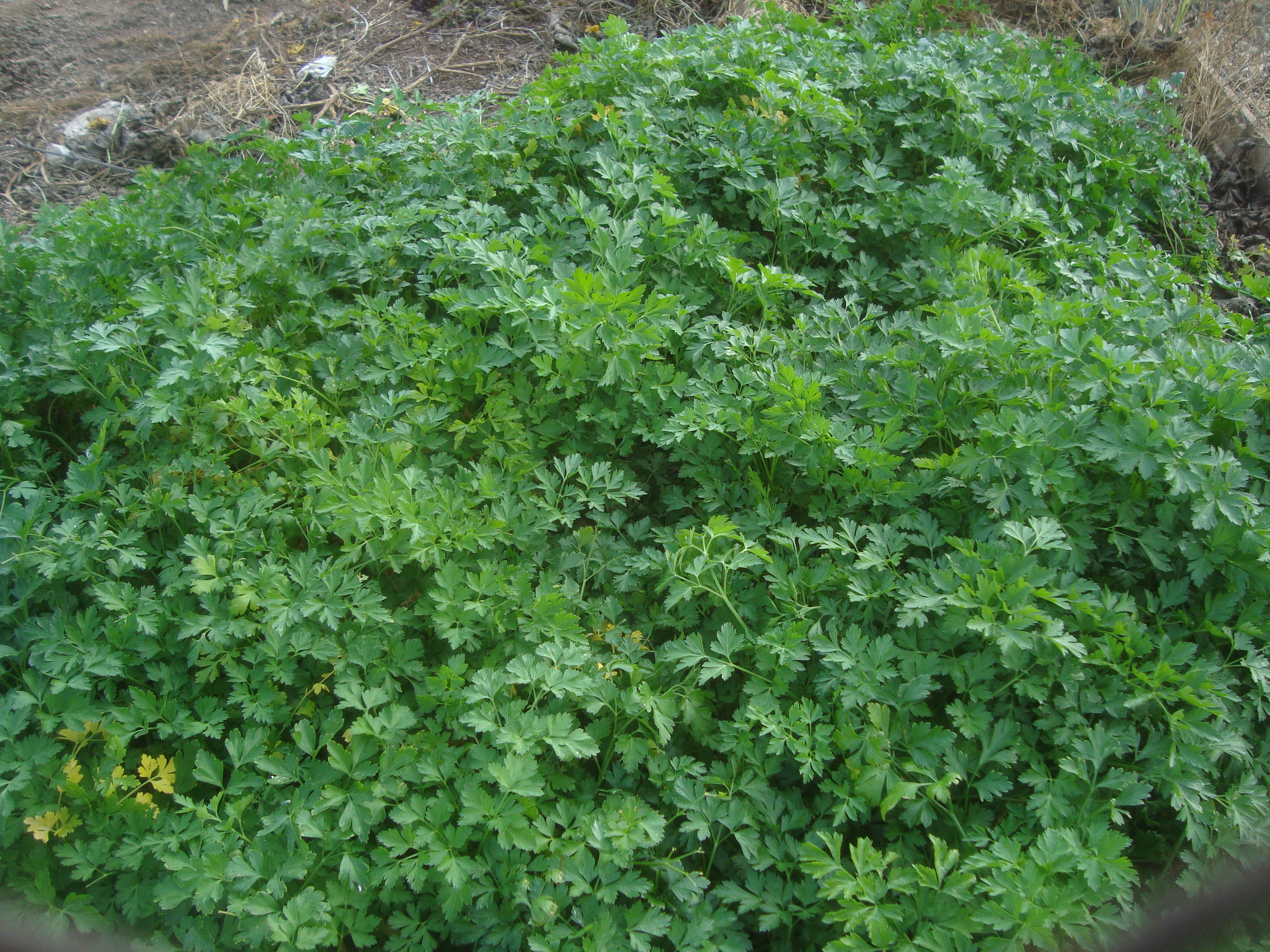
Matas de perejil.

El perejil presenta baja producción de etileno y alta sensibilidad a esta fitohormona, razón por la cual se desaconseja la conservación del producto en la misma cámara en que se almacenan frutos climatéricos con alta producción de etileno. Sus condiciones óptimas de conservación son: temperatura de 0 °C, y humedad relativa de 95 a 100 %. En condiciones óptimas de almacenamiento tiene una vida útil en postcosecha de uno a dos meses, aunque en refrigerador doméstico, en presencia de frutos climatéricos y con temperaturas de 4 a 8 °C, el tiempo de conservación se reduce generalmente a unas pocas semanas.

## Taxonomía
Petroselinum crispum fue descrito por Besser ex DC. y publicado en Prodromus Systematis Naturalis Regni Vegetabilis 4: 175. 1830.
Etimología
Petroselinum: nombre genérico del latín medieval petrosilium, del latín clásico petroselinum, latinización del griego πετροσέλινον ( petroselinon), "perejil de roca", de πέτρα (petra) = "roca, piedra", + σέλινον ( selinon ) = "perejil".
crispum: epíteto latíno que significa "pelo rizado".
Sinonimia
- Petroselinum crispum (Mill.) Mansf.
- Petroselinum crispum (Mill.) Nyman
- Petroselinum hortense var. crispum L.H. Bailey
- Petroselinum petroselinum (L.) H. Karst.
- Petroselinum vulgare Lag.
- Selinum petroselinum (L.) E.H.L. Krause[23]

## Nombre común
- Apio, apio de piedras, ligustico do reino, ligustico peregrino, peregil, perejil, perexil, petroselino, prejil, prexil.[24]

## Etimología

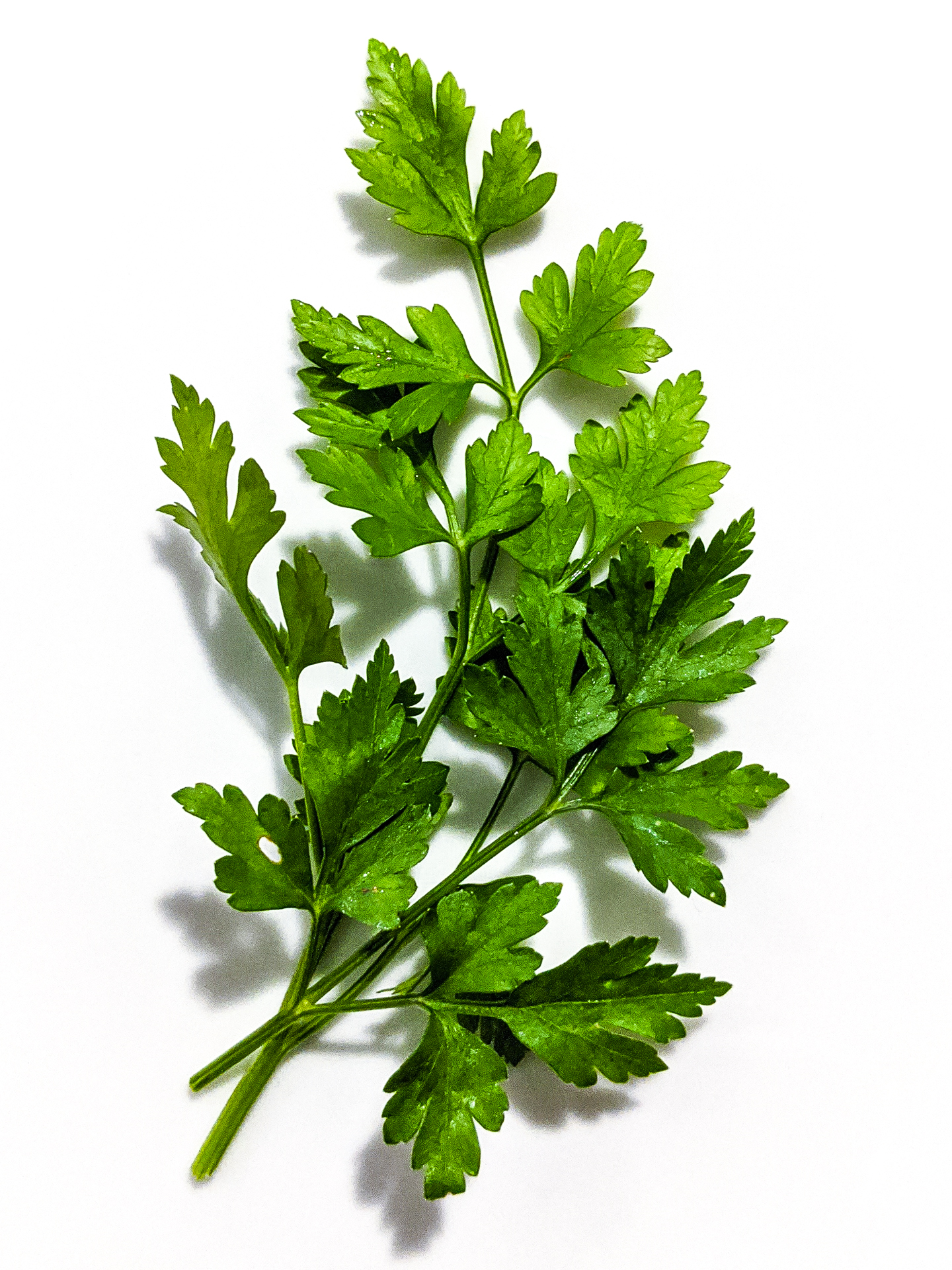
Un tallo de perejil sobre fondo blanco.

La palabra "perejil"  se deriva del latín medieval petrosilium, del latín petroselinum, que es la latinización del griego πετροσέλινον, petroselinon, 'roca-apio', from πέτρα, petra, 'rock, stone' de πέτρα, (petra), 'roca, piedra' y σέλινον, selinon, 'apio'. El griego micénico se-ri-no es la forma más antigua documentada de la palabra selinon.